# Pacific Nations Cup 2009
La Pacific Nations Cup de 2009 fue la 4.ª edición del torneo de selecciones de rugby que organiza la ex International Rugby Board, hoy World Rugby.

## Equipos participantes
- Junior All Blacks
- Selección de rugby de Fiyi (Flying Fijians)
- Selección de rugby de Japón (Brave Blossoms)
- Selección de rugby de Samoa (Manu Samoa)
- Selección de rugby de Tonga (ʻIkale Tahi)

## Posiciones
| Pos. | Equipo            | Encuentros | Encuentros | Encuentros | Encuentros | Tantos  | Tantos    | Tantos     | Puntos Bonus | Puntos Totales |
| Pos. | Equipo            | jugados    | ganados    | empatados  | perdidos   | a favor | en contra | diferencia | Puntos Bonus | Puntos Totales |
| ---- | ----------------- | ---------- | ---------- | ---------- | ---------- | ------- | --------- | ---------- | ------------ | -------------- |
| 1    | Junior All Blacks | 4          | 4          | 0          | 0          | 161     | 79        | 82         | 3            | 19             |
| 2    | Fiyi              | 4          | 3          | 0          | 1          | 112     | 120       | - 8        | 2            | 14             |
| 3    | Samoa             | 4          | 2          | 0          | 2          | 91      | 64        | 27         | 4            | 12             |
| 4    | Japón             | 4          | 1          | 0          | 3          | 96      | 145       | - 49       | 2            | 6              |
| 5    | Tonga             | 4          | 0          | 0          | 4          | 79      | 131       | - 52       | 1            | 1              |

Nota: Se otorgan 4 puntos al equipo que gane un partido y 2 al que empate
Puntos Bonus: 1 punto por convertir 4 tries o más en un partido y 1 al equipo que pierda por no más de 7 tantos de diferencia
|  | Campeón |

## Resultados

### Primera fecha
| 12 de junio | Samoa | 16 - 17 | Junior All Blacks |  |  |

| 13 de junio | Tonga | 22 - 36 | Fiyi |  |  |

### Segunda fecha
| 18 de junio | Fiyi | 17 - 45 | Junior All Blacks |  |  |

| 18 de junio | Japón | 15 - 34 | Samoa |  |  |

### Tercera fecha
| 23 de junio | Samoa | 27 - 13 | Tonga |  |  |

| 23 de junio | Japón | 21 - 52 | Junior All Blacks |  |  |

### Cuarta fecha
| 27 de junio | Tonga | 19 - 21 | Japón |  |  |

| 27 de junio | Samoa | 14 - 19 | Fiyi |  |  |

### Quinta fecha
| 2 de julio | Tonga | 25 - 47 | Junior All Blacks |  |  |

| 3 de julio | Fiyi | 40 - 39 | Japón |  |  |

| Bandera de Nueva Zelanda  |
| Campeón Junior All Blacks |
| Tercer título             |